# Scherabzugstest
Der Scherabzugstest (auch Scherabzugsprüfung) ist ein mechanisches Prüfverfahren der Scherfestigkeit. Eingruppiert ist dieses Verfahren bei der zerstörenden Werkstoffprüfung.
Die Scherfestigkeit elektrisch kontaktierter Leitungen auf piezomechanischen Modulen wird unter dem Belastungsfall des Abziehens der Leitung von der Lötstelle bestimmt. Die Abzugsrichtung ist parallel zur Ebene der Lötstelle zu wählen, das Abziehen hat durch einen Scherabzugsmeißel zu erfolgen.